# Plessis-de-Roye
Plessis-de-Roye is een gemeente in het Franse departement Oise (regio Hauts-de-France) en telt 193 inwoners (1999). De plaats maakt deel uit van het arrondissement Compiègne.

## Geografie
De oppervlakte van Plessis-de-Roye bedraagt 6,1 km², de bevolkingsdichtheid is 31,6 inwoners per km².
De onderstaande kaart toont de ligging van Plessis-de-Roye met de belangrijkste infrastructuur en aangrenzende gemeenten.

## Demografie
Onderstaande figuur toont het verloop van het inwonertal (bron: INSEE-tellingen).